# آگوستو واسکونسلوس
آگوستو واسکونسلوس (انگلیسی: Augusto César de Almeida de Vasconcelos Correia؛ ۲۵ سپتامبر ۱۸۶۷ لیسبون – ۲۷ سپتامبر ۱۹۵۱لیسبون، سانتا کاتارینا) پزشک جراح و سیاست‌مدار اهل پرتغال بود که به عنوان پنجاه و هفتمین نخست‌وزیر پرتغال خدمت کرده‌است.
وی همچنین برندهٔ جوایزی همچون لژیون دونور (افسر بزرگ) شده‌است.